# マロネイア
マロネイア（古称：マローネイア、ギリシア語:  Μαρώνεια, Maroneia）は、ギリシャのロドペー県の地方自治体。人口は7644人（2001年現在）。自治体の中心はXylagani。

## 歴史
伝説では、ディオニューソスの子、またはオシーリスの連れであるマローンによって建設されたと言われている。一方、偽スキュムノス（Pseudo-Scymnus）は、紀元前6世紀の初期にキオスが建設したと言っている。大プリニウスによると古代の名前は「Ortagures」だったという。アギオス・ゲオルギスの丘に位置し、考古学的な調査では年代はかなり古く、純粋なトラーキア人都市と見ている。
ホメーロスは『オデュッセイア』の言及では、マローネイアはイスマロス（Ismara）の近くとされているが、マローネイアをホメーロスのイスマロスと同一視する研究者もいる。アポローンの司祭であったマローンはオデュッセウスに金銀とともにワインを送った。古代ギリシア・古代ローマ時代には、マローネイアはワインの生産で有名だった。このワインはいたるところでもてはやされた。蜜の臭いがしたと言われ、20倍以上の水で割ることもできた。マローネイアの人々はディオニューソスを崇拝し、有名なディオニューソスの聖地だったことが、現在もまだ見ることができる礎のみならず、町のコインからもわかる。
紀元前200年に、ピリッポス5世に攻められ、大勢の都市の住民たちが虐殺された。共和政ローマはマローネイアをペルガモン王アッタロス1世に与えたが、すぐにそれを取り消し、マローネイアは自由都市であると宣言した。